# Brianhuntleya
Brianhuntleya is een geslacht uit de ijskruidfamilie (Aizoaceae). De soorten uit het geslacht komen voor in de Kaapprovincie in Zuid-Afrika.

## Soorten
- Brianhuntleya intrusa (Kensit) Chess., S.A.Hammer & I.Oliv.
- Brianhuntleya purpureostyla (L.Bolus) H.E.K.Hartmann
- Brianhuntleya quarcicola (H.E.K.Hartmann) H.E.K.Hartmann

... · 
Antimima · 
Argyroderma · 
Carpobrotus · 
Disphyma · 
Dorotheanthus · 
Gibbaeum · 
Lapidaria · 
Lithops · 
Mesembryanthemum · 
Sceletium · 
Tetragonia · 
...